# 豪伊杜伯瑟爾梅尼
豪伊杜豪德哈茲是匈牙利的城市，位於該國東北部，距離首都布達佩斯約220公里，由豪伊杜-比豪爾州負責管轄，面積370.78平方公里，2011年人口31,620。

## 外部連結
- Official site of Hajdúböszörmény（页面存档备份，存于）
- New portal of Hajdúböszörmény

47°40′N 21°31′E / 47.667°N 21.517°E